# Kleeburg (Boppard)
Die Kleeburg war eine Burganlage am Rhein beim Bopparder Ortsbezirk Weiler. Ihren heutigen Namen erhielt sie erst mit einer 1784 erschienenen Beschreibung des Amtes Boppard, zuvor war sie unter der Bezeichnung „Wilre“ bekannt, die auch dem benachbarten Ort den Namen gab.
Die Burg war vermutlich Stammsitz der niederadligen Familie „von Wilre“, die mit Johann von Wilre im Jahr 1315 erstmals urkundlich erwähnt wurde. Die Anlage selbst findet 1614 zum letzten Mal urkundlich Erwähnung. Heute ist sie völlig verschwunden.